# Leiomioma
Il leiomioma è un tumore benigno. Solitamente la sua localizzazione si circoscrive alla muscolatura liscia. Si sviluppa comunemente nell'utero, nello stomaco o nell'esofago dell'individuo.

## Classificazione

### Nell'utero
Il leiomioma uterino si suddivide in tre forme distinte, quello sottosieroso, quello intramurale e infine il sottomucoso.
Tali malattie, data la loro natura, colpiscono prevalentemente le donne intorno al terzo decennio di età, infatti circa una donna su 5 dopo i 35 anni sviluppa un leiomioma uterino.

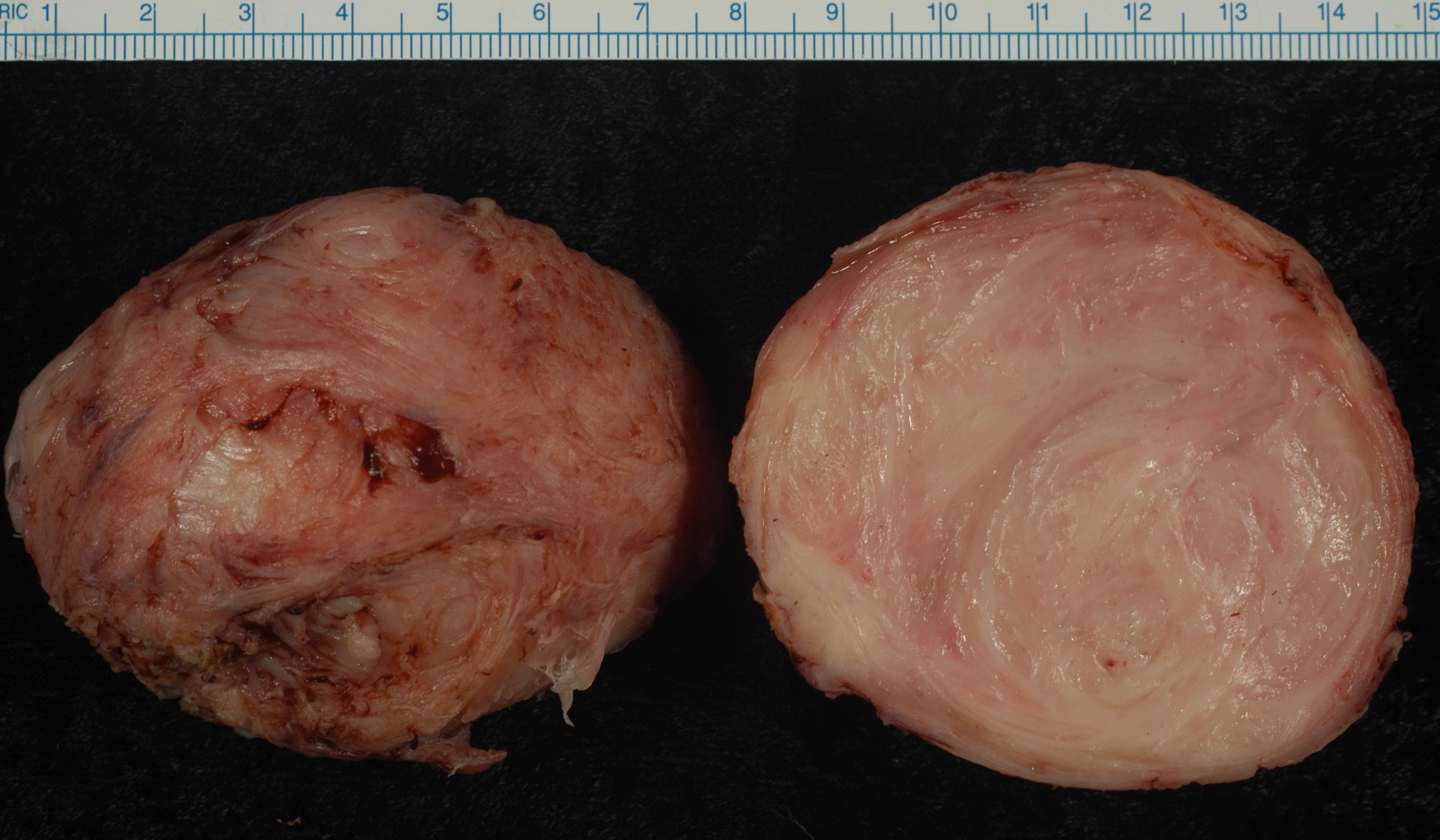
Leiomioma uterino

### Nell'esofago
Sono fra i più comuni tumori benigni esofagei (assieme ai polipi fibro-epiteliali), anche se spesso non vengono notati e diagnosticati, perché quasi sempre si tratta di tumori benigni.
La patologia benigna, di cui il leiomioma è un rappresentante, è tuttavia soltanto una piccola parte (meno dell'1%) delle neoplasie esofagee. Patologie maligne come carcinoma squamocellulare e adenocarcinoma riferite all'esofago meritano quindi attenzione non solo per la particolare aggressività, ma anche per la non irrilevante prevalenza.

### Nello stomaco
Tale leiomioma mostra una grandezza minore di 5 centimetri.

## Terapie
L'unico intervento ritenuto valido è l'asportazione chirurgica, per evitare possibili futuri rischi, anche se rari.